# 王延喜
王延喜（？—944年），五代十国時期光州固始（今河南固始）人，閩國太祖王審知之子。
永隆年间官至汀州刺史。他的兄弟富沙王王延政自称殷国皇帝，反对景宗王延羲。景宗怀疑他和富沙王王延政同谋，派将领许仁钦把他抓回福州，944年，王延喜被朱文进杀害。